# Noh Soo-jin
Noh Soo-jin (ur. 10 lutego 1962) – były południowokoreański piłkarz występujący na pozycji pomocnika.

## Kariera klubowa
Noh zawodową karierę rozpoczynał w 1986 roku w klubie Yukong Elephants. W 1989 roku zdobył z nim mistrzostwo Korei Południowej, a także został wybrany MVP rozgrywek K-League. W 1993 roku zakończył karierę z liczbą 127 meczów i 39 bramek dla Yukongu.

## Kariera reprezentacyjna
W reprezentacji Korei Południowej Noh zadebiutował w 1985 roku. W 1986 roku został powołany do kadry na Mistrzostwa Świata. Zagrał na nich w meczu z Bułgarią (1:1). Tamten mundial Korea Południowa zakończyła na fazie grupowej. W 1988 roku Noh uczestniczył w Letnich Igrzyskach Olimpijskich. W tym samym roku zajął z drużyną narodową 2. miejsce w Pucharze Azji.
W 1990 roku ponownie znalazł się w kadrze na Mistrzostwa Świata. Wystąpił na nich w pojedynkach z Belgią (0:2) oraz Hiszpanią (1:3), a Korea Południowa odpadła z turnieju po fazie grupowej. W latach 1985–1990 w drużynie narodowej Noh rozegrał w sumie 27 spotkań i zdobył 5 bramek.